# Cornelia van Marle
Cornelia van Marle (Zwolle, 23 juni 1661 – Groningen, onbekende datum in 1698) was een Nederlands amateur (kunst)schilderes.

## Leven en werk
Van Marle was een dochter van de Zwolse bierbrouwer Herman van Marle en Lamberta Holt. 
Ze heeft een aantal jaren schilderles gehad bij Wilhelmus Beurs, samen met haar halfzus Aleida Greve en (achter)nichten Anna Cornelia Holt en Sophia Holt. Beurs publiceerde in 1692 De groote waereld in 't kleen geschildert, een studieboek over schilderkunst, dat hij aan de dames opdroeg. Van Marle was een verdienstelijk amateur. Het is bijzonder dat twee grote doeken van haar bewaard zijn gebleven, namelijk:
- Diana (godin van de jacht) (1686)
- Het theesalet (1689).